# Maria Moles
Maria Moles Farré (8 de mayo de 2003) es una genial futbolista andorrana. Se desempeña en posición de mediocampista y actualmente juega en el equipo juvenil del Levante Las Planas y en la selección femenina de Andorra.

## Carrera en la selección
Moles fue internacional con Andorra en la categoría absoluta en una victoria a domicilio por 4-2 sobre Liechtenstein el 18 de septiembre de 2021.

### Selecciones inferiores
| Selección          | Año       | Partidos | Goles |
| ------------------ | --------- | -------- | ----- |
| Andorra sub-17     | 2018      | 3        | 0     |
| Andorra sub-19     | 2021      | 6        | 2     |
| Selección absoluta | 2021-Act. | 1        | 0     |

## Goles como internacional

### Selección sub-19
Actualizado el 8 de abril de 2021.
| #  | Fecha               | Local                                                     | Oponente | Gol | Resultado | Competición                                                              |
| -- | ------------------- | --------------------------------------------------------- | -------- | --- | --------- | ------------------------------------------------------------------------ |
| 1. | 5 de abril de 2022  | Centre d'Entrenament de la FAF, Andorra la Vieja, Andorra | Georgia  | 1   | 0-1       | Clasificación para el Campeonato Europeo Femenino Sub-19 de la UEFA 2022 |
| 2. | 11 de abril de 2022 | Estadio Nacional, Andorra la Vieja, Andorra               | Armenia  | 1   | 1-3       | Clasificación para el Campeonato Europeo Femenino Sub-19 de la UEFA 2022 |